# Zellertalbahn
La Zellertalbahn est une ligne de Chemin de Fer en Allemagne qui relie Langmeil à Monsheim. C’était jusqu'à la deuxième guerre mondiale une ligne principale, - mais après la guerre elle perdit son importance. Le trafic voyageurs fut abandonne en 1983, - mais depuis 2001 il fut repris les dimanches et jours féries. Le trafic marchandise est inexistant actuellement, il fut abandonné en 1992. 